# Corvus Corax
Corvus Corax (llatí per corb) és un grup de música neomedieval alemany. Va ser creat el 1989 a l'aleshores Alemanya de l'est. Inicialment només tocaven instruments d'època medieval o còpies. Wim Dobbrisch, un dels fundadors és igualment constructor de cornamuses i aquest instrument té un paper preponderant en moltes composicions. A poc a poc van experimentar amb instruments electrònics i elements de la música pop, hard rock i heavy metal. És més una música divertida de taverna i no de polifonia polida de corts reials o d'església.

## Disocgrafia

### Álbums
- 1989: Ante Casu Peccati
- 1991: Congregatio (zusammen mit Zupfkopule)
- 1993: Inter Deum Et Diabolum Semper Musica Est
- 1995: Tritonus
- 1998: Viator
- 2000: Mille Anni Passi Sunt (auch als Limited Edition mit "MM")
- 2002: Seikilos
- 2005: Cantus Buranus
- 2006: Venus Vina Musica
- 2008: Cantus Buranus II
- 2008: Cantus Buranus – Das Orgelwerk
- 2011: Sverker
- 2013: Gimlie

### Compilacions
- 1999: Tempi Antiquii 1988-1992
- 2005: Best Of Corvus Corax
- 2007: Kaltenberg Anno MMVII
- 2016: Ars Mystica - Selectio 1989-2016

### Àlbumslive
- 1998: Live Auf Dem Wäscherschloss
- 2003: Gaudia Vite
- 2006: Cantus Buranus Live In Berlin
- 2009: Live In Berlin
- 2013: Sverker Live At Summerbreeze & Castlefest
- 2015: Live 2015

### EPs i Remixes
- 1996: Tanzwut
- 2000: Corvus Corax Erzählen Märchen Aus Alter Zeit
- 2000: In Electronica
- 2002: Hymnus Cantica